# Plavčíci kapitána Bontekoea

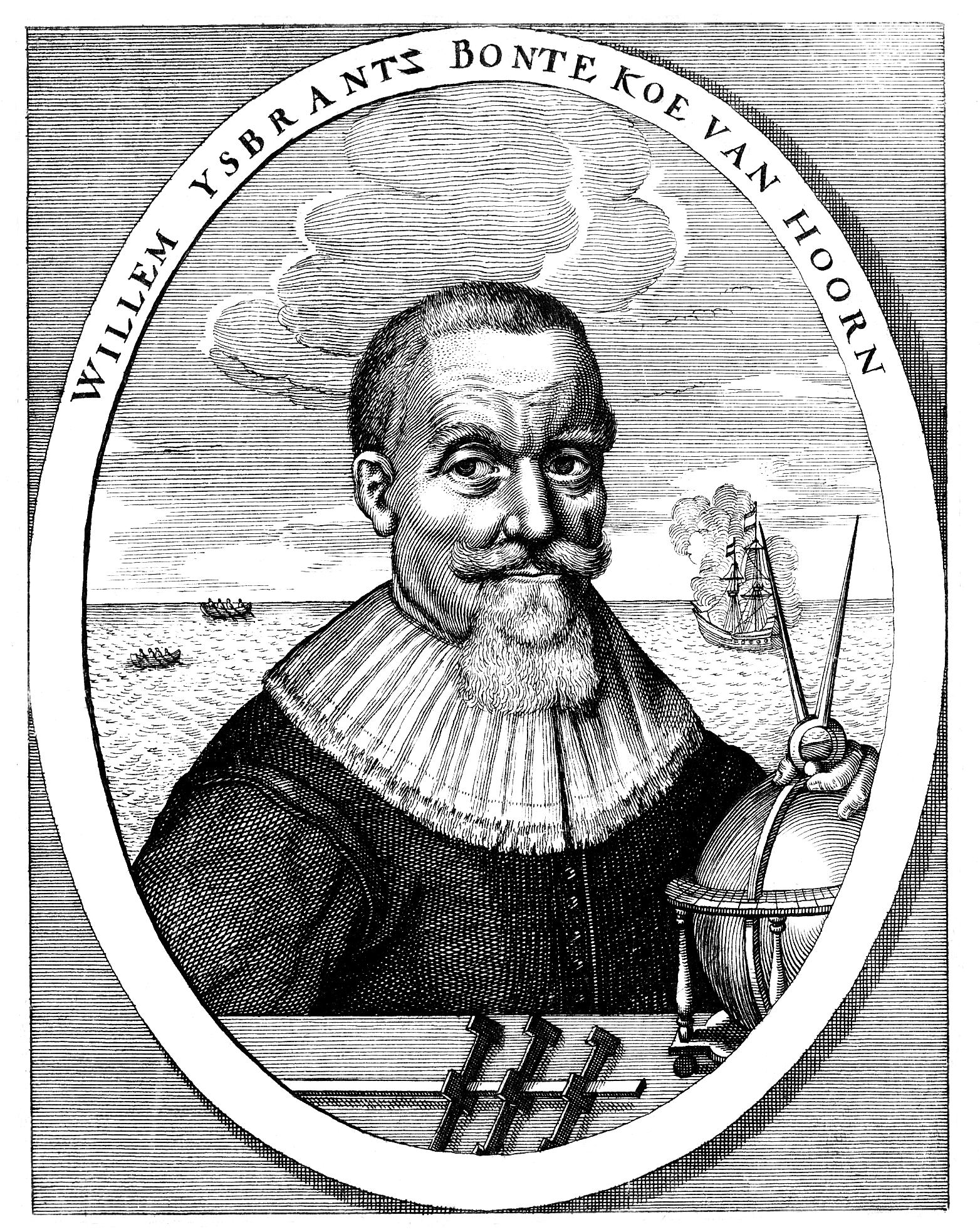
Willem Ysbrantszoon Bontekoe

Plavčíci kapitána Bontekoea (1924, De scheepsjongens van Bontekoe) je dobrodružný román pro děti nizozemského spisovatele Johana Fabricia.
Kniha se odehrává v letech 1619 až 1621 a popisuje dobrodružství čtyř chlapců, kteří se jako plavčíci zúčastnili plavby obchodní holandské lodi Nový Hoorn do východní Indie pod vedením kapitána Willema Ysbrandtszoona Bontekoea (1587–1657), který je skutečnou historickou postavou.
Plavčíci jsou čtyři: Rolf (sirotek, poněkud nepřístupný a velmi nerad mluvící o své rodině), Hajo (toužící stát se námořníkem), Harmen (plující již podruhé a proto vystupuje jako zkušený námořník) a Padde (poněkud obtloustlý smolař). Na příběhu těchto chlapců čtenář pozná nejprve život v Holandsku na počátku 17. století (dozví se například jak lze cestovat po zamrzlých kanálech) a poté režim práce i problémy (kurděje) na tehdejších lodích. Chlapci pak zažijí požár i ztroskotání lodi a ve druhé části románu se musejí sami o sebe postarat v indonéské džungli.

## Filmové adaptace
- De scheepsjongens van Bontekoe (2007),  nizozemský film, režie Steven de Jong.

## Česká vydání
- Plavčíci kapitána Bontekoea, Družstevní práce, Praha 1935, přeložila Lída Faltová, znovu 1940 a 1946
- Plavčíci kapitána Bontekoea, SNDK, Praha 1958, přeložila Lída Faltová, znovu 1966 a 1977
- Plavčíci kapitána Bontekoea, Toužimský & Moravec, Praha 1996, přeložil Gustav Kadlec
- Plavčíci kapitána Bontekoea, XYZ, Praha 2010, přeložila Lída Faltová